# Cabo Denison

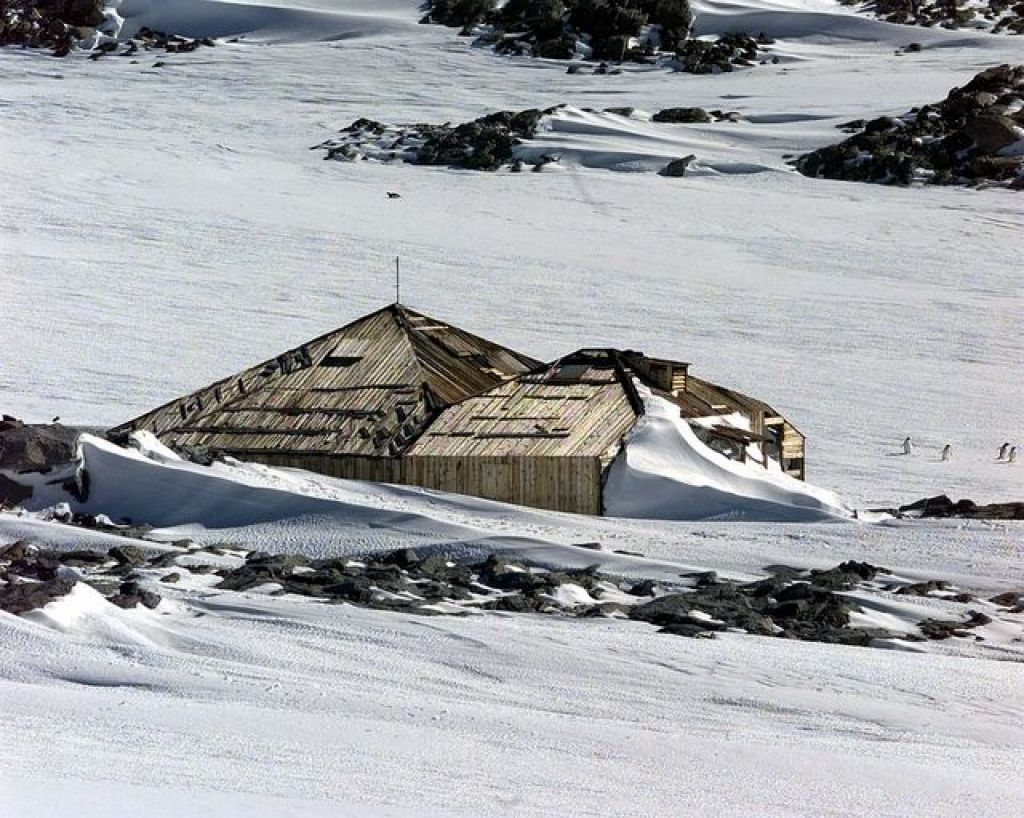
Cabañas de Mawson, en cabo Denison.

El cabo Denison es una punta rocosa en la entrada de bahía de la Commonwealth en la Tierra de Jorge V en la Antártida. Fue descubierto en 1912 por la Expedición de investigación antártica británica, australiana y neozelandesa (1911-1914) liderada por Douglas Mawson, que lo nombró por sir Hugh Denison de Sídney, un mecenas de la expedición. El cabo fue el sitio de la base principal de la expedición. Fue llamado por Mawson como el lugar más ventoso en la Tierra, ya que el sitio experimenta fuertes vientos catabáticos.

## Sitio histórico y protegido

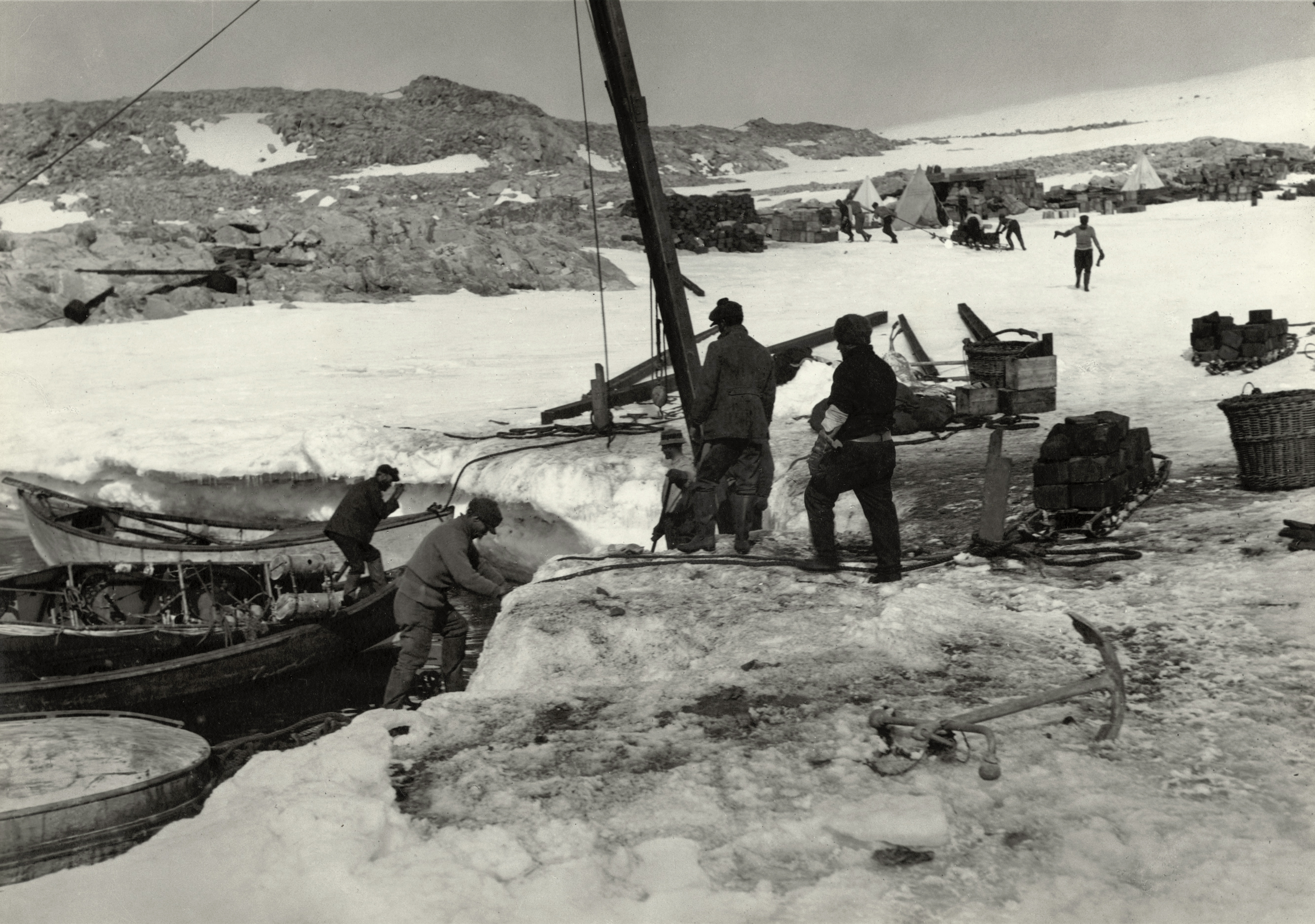
Descarga de suministros en el cabo.

El sitio, incluyendo las Cabañas de Mawson, Puerto Boat y los artefactos históricos contenidos en sus aguas, ha sido designado Sitio y Monumento Histórico (SMH 77: Cabo Denison), a propuesta de Australia en una Reunión Consultiva del Tratado Antártico de 2004.
En 2004 el sitio fue también designado a propuesta de Australia Zona Antártica Especialmente Administrada (ZAEA-3 Cabo Denison, Bahía Commonwealth, Tierra de Jorge V, Antártida Oriental), pero la medida fue revocada en 2014.
Una parte de este sitio: 4 cabañas separadas y un perímetro de 5 m alrededor de cada una, fue designado en 2004 Zona Antártica Especialmente Protegida (ZAEP-162 Cabañas de Mawson, cabo Denison, bahía Commonwealth, Tierra de Jorge V, Antártida Oriental.

## Primer avión en la Antártida

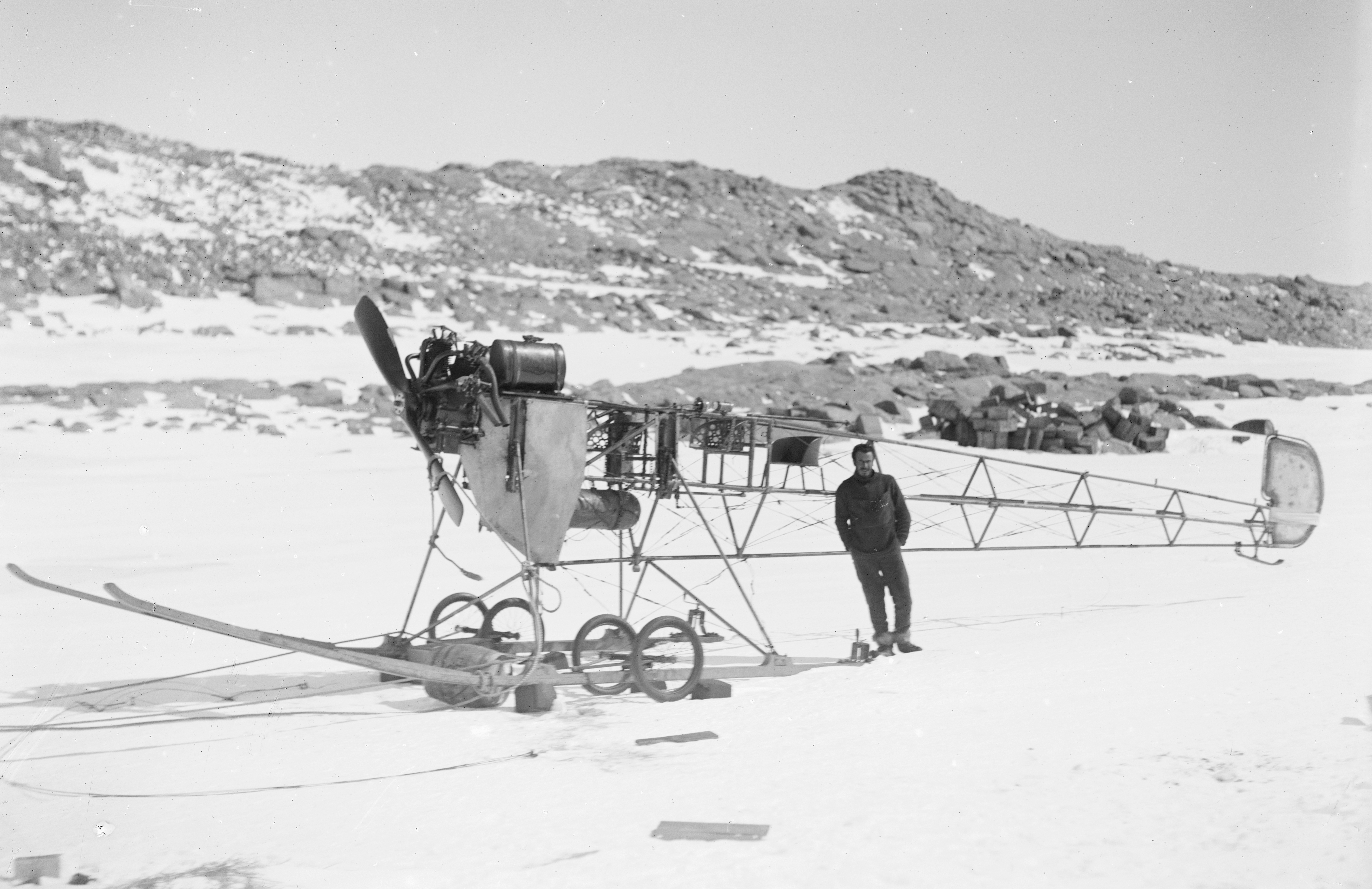
El air-tractor sledge de Mawson en 1912.

El trineo aerotractor (air-tractor sledge) fue en 1912 el primer avión en ser llevado a la Antártida. Estaba estacionado en el cabo Denison, aunque nunca voló en el continente, ya que fue dañado antes de ser enviado allí. El avión, un Vickers R.E.P. Tipo monoplano (el primer tipo de aeronave construido por Vickers) se utilizó brevemente como un tractor de nieve a hélice, y luego fue abandonado cuando los pistones se paralizaron debido al frío.